# Локња
Локња (рус. Локня) река је на северозападу европског дела Руске Федерације. Протиче преко источних делова Псковске области, односно преко територије њеног Локњанског рејона којим тече у смеру запад-исток. Лева је притока реке Ловат и део сливног подручја реке Неве и Балтичког мора.
Река Локња свој ток почиње на подручју Бежаничког побрђа као отока језера Локново, углавном тече у смеру истока и након 119 km тока улива се у реку Ловат на њеном 269. километру узводно од ушча у Иљмењ. Површина њеног сливног подручја је 2.190 km².
Њене најважније притоке су реке Смердељ и Пузна.
Највеће насељено место које лежи на њеним обалама је варошица Локња.